# Pinguin (Jugendzeitschrift)

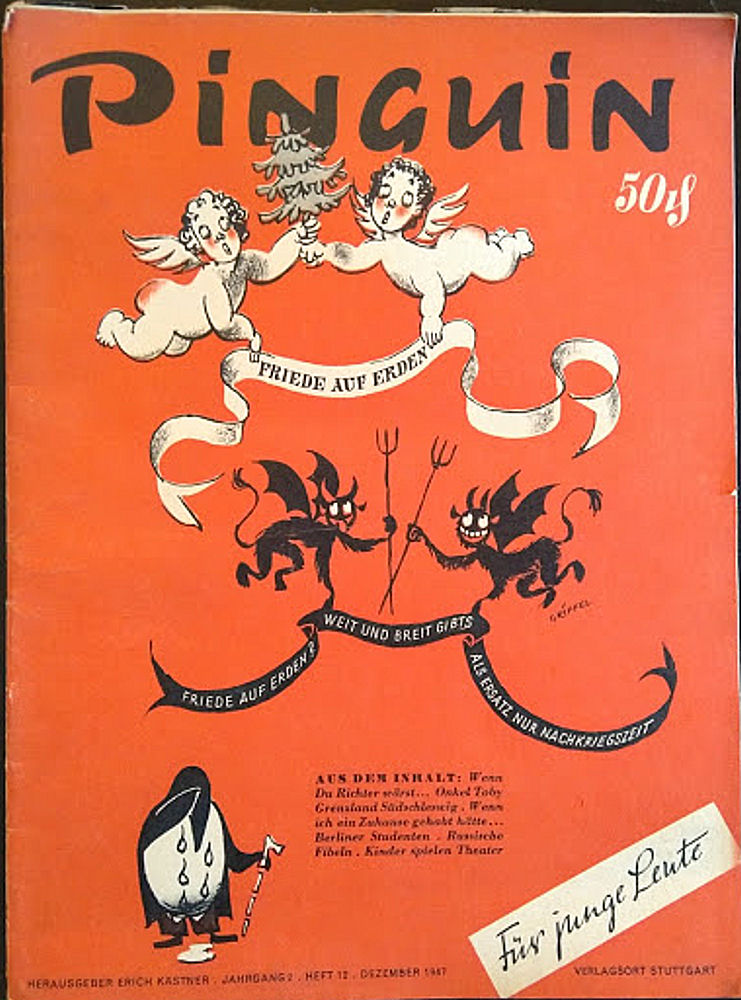
Zeitschrift Pinguin, Heft 12/1947

Der Pinguin war eine Jugendzeitschrift, die von 1946 bis 1953 erschien. Sie wurde von Erich Kästner mitkonzipiert und in den ersten Jahren auch von ihm herausgegeben.

## Geschichte
Erstmals erwähnt wird die Zeitschrift in Notizen von Kästner im Spätsommer 1945. Die erste Ausgabe erschien im Januar 1946 mit dem Titel „PINGUIN für junge Leute“ im Rowohlt Verlag in Stuttgart (Lizenz-Nr. US-W-1047/US-W-501/US-W-1014). Ab Juli 1949 erschien die Zeitschrift im Stuttgarter Curt E. Schwab-Verlag. Die Zeitschrift wurde von Erich Kästner ediert, die Gestaltung der Hefte wurde allerdings wesentlich von der US-Amerikanerin Claire With verantwortet. Die verkaufte Auflage im Zeitraum 1946 bis 1949 schwankte zwischen 60.000 und 200.000 Exemplaren.
Das erklärte Ziel der Zeitschrift war, Jugendliche und junge Erwachsene, die im Nationalsozialismus aufgewachsen waren, an die Demokratie und die Welt außerhalb Deutschlands heranzuführen. In der ersten Ausgabe stellte sich der Pinguin wie folgt auf:

„Pinguin ist mein Name! Ich rede, wie mir der Schnabel gewachsen ist. Ich lache, wie es mir gefällt. Ich will mich anfreunden mit all denen, die jung sind und sich jung fühlen. Ich liebe das Leben und alles, was lebendig ist. Ich hasse das Abgelebte und Verstaubte, den Spießbürger und den Schnüffler. Ich freue mich an der Schönheit der weiten Welt, an den Wundern der Natur und den Schöpfungen der großen Künstler. Ich habe ein offenes Ohr für die Klagen der Bedrückten, und mein Herz schlägt mit allen, die guten Willens sind. Ich will Euch begeistern für alles, was wir tun können, um uns selbst ein besseres Leben zu schaffen.“

Die Zeitschrift enthielt Texte namhafter Autoren wie Wolfgang Borchert, Mascha Kaléko, Theodor Eschenburg und Manfred Schmidt. Die Artikel wiesen nicht nur informativen und unterhaltenden Charakter auf; die Zeitschrift bot mit ihren Leserbriefen auch ein Podium für die Leser und unterstützte mit der Serie „Verlorene Kinder suchen ihre Eltern“ die Zusammenführung von Familien, die im Krieg auseinandergerissen wurden.